# Căng-căng

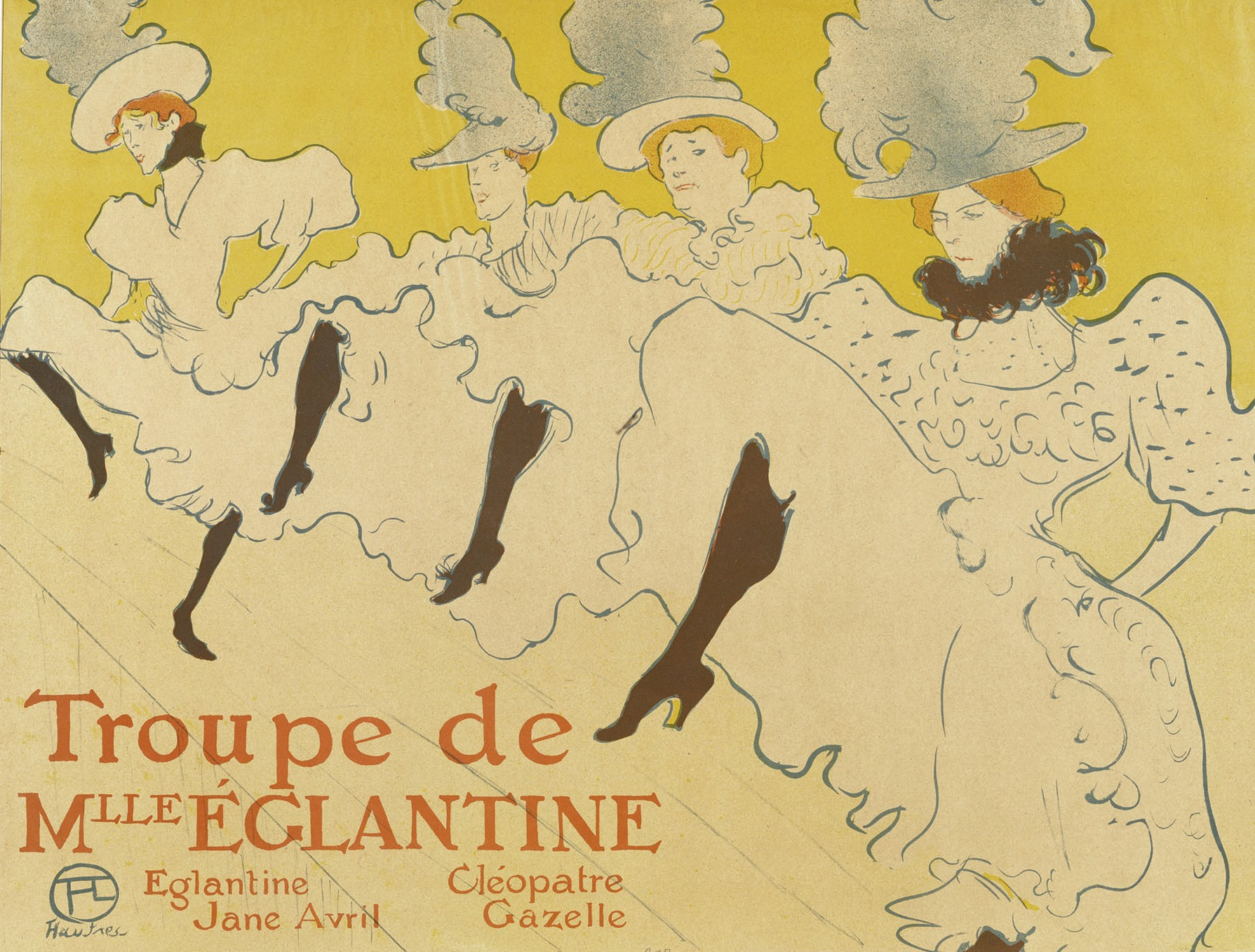
Tranh vẽ mô tả điệu nhảy căng-căng của danh họa người Pháp Henri de Toulouse-Lautrec, năm 1895

Căng-căng (tiếng Pháp: cancan) là một điệu nhảy tràn đầy năng lượng nhưng đòi hỏi nhiều về thể chất, sau đó đã trở thành điệu nhảy phổ biến trong các nhà hát ca múa nhạc phương Tây vào thập niên 1840, và vẫn còn phổ biến với loại hình nghệ thuật cabaret của Pháp cho đến ngày hôm nay. Ban đầu là nhảy theo cặp, thế nhưng ngày nay nó có truyền thống liên quan đến chorus line các vũ công nữ. Những đặc trưng chủ yếu của điệu nhảy này là thao tác mạnh mẽ, hoạt bát với váy ngoài và váy lót, cùng với những cú đá chân cao, những cú xoạc và nhào lộn.